# Lover (canción)
«Lover» (en español: «Amado») es una canción escrita e interpretada por la cantante estadounidense Taylor Swift, lanzada el 16 de agosto de 2019 como el tercer sencillo de su séptimo álbum de estudio Lover (2019), a través de Republic Records. «Lover» fue escrita por Taylor Swift, mientras que la producción fue llevada a cabo por la cantante junto a Jack Antonoff.

## Antecedentes
El título de la canción fue revelado junto con una parte de la letra en una entrevista de Vogue publicada el 8 de agosto de 2019. Tres días después «Lover» fue anunciada durante la participación de la cantante en los premios Teen Choice Awards celebrados el 11 de agosto de 2019. Fue revelada como el cuarto adelanto después de las pistas «Me!», «You Need to Calm Down» y «The Archer» del séptimo álbum de estudio Lover que será estrenado el 23 de agosto de 2019. La pista fue estrenada el 16 de agosto de 2019 como el tercer sencillo del mencionado álbum. También Swift subió un video lírico a su canal de YouTube, mostrando videos caseros de ella misma proyectados en una hoja blanca con la letra de la canción colocadas en la parte superior.
«Lover» es una canción pop centrada en la guitarra que hace un guiño al inicio de la carrera de Taylor y dura tres minutos y cuarenta y un segundos. Fue escrito por Taylor Swift, mientras que la producción fue llevada a cabo por la cantante junto a Jack Antonoff, con quien anteriormente ya habían colaborado en los álbumes 1989 (2014) y Reputation (2017) de Swift, además de la canción «I Don't Wanna Live Forever» lanzada en 2016 y en la pista «The Archer» del álbum Lover. El tema fue escrito por la cantante una noche antes de conocer a Antonoff y la ingeniera de grabación Laura Sisk en Electric Lady Studios en la ciudad de Nueva York. Tocó una versión de la canción que había compuesto en el piano para ellos; Swift y Antonoff produjeron la versión final de la canción durante una sesión de seis horas, utilizando reverberación, piano y un melotrón.

## Recepción crítica
«Lover» recibió críticas generalmente positivas. NME ' s Karen Gwee considera la canción «como una pista con ritmo lento y romántico y su sonido centrado en la guitarra, es un regreso a los días de country de Taylor Swift». Hugh McIntyre de la revista Forbes escribió que «Lover tiene una encantadora calidad nostálgica, siendo indudablemente bonita, dulce y una jugada para entusiasmar a la gente por el álbum» y es ", sin embargo, agregó que es difícil imaginar que se convierta en un verdadero éxito.
Para la revista Billboard  Jason Lipshutz declaró «que Lover no es una canción country, pero ciertamente hace un guiño a la composiciones anteriores que marcó gran parte de la carrera inicial de Swift». Abby Aguirre de Vogue lo describió como un «tema romántico e inquietante». Hindustan Times escribió que la canción «es lenta y romántica destacándose de sus lanzamientos anteriores". Escribiendo para The Irish Times , Louise Bruton opinó que la canción «es el gran gesto que demuestra que toda la angustia que ha cantado en el pasado valió la pena».

## Video musical
El 15 de agosto de 2019, Taylor anunció en sus redes sociales que el vídeo de la canción se estrenará el 22 de agosto de 2019 en Youtube un día antes del lanzamiento del álbum. Su concepto se inspiró en la letra «Ustedes dos están bailando en una bola de nieve una y otra vez», que aparece en la canción «You Are in Love» del álbum 1989. En el video, el bailarín estadounidense Christian Owens interpreta la pareja amorosa de Taylor Swift. Anteriormente trabajo como bailarín de fondo en la gira The 1989 World Tour y Reputation Stadium Tour de la cantante. El papel de Owens en el video se reveló durante la transmisión en vivo de Lover's Lounge YouTube, donde Swift lo describió como «una de las personas más talentosas» que ella conoce.
En el video musical que presenta colores brillantes y una configuración de casa de muñecas, Swift y Owens retratan a una pareja que luchan y se maquillan;  viviendo en una bola de nieve que luego le dan a su hija. Las imágenes utilizan bloqueo de color, con las siguientes escenas que muestran a la pareja nadando en una pecera y bailando lentamente. Swift se bromeó en el vídeo con la letra de «Cruel Summer», otra canción del álbum Lover, «Los demonios tiran los dados, los ángeles ponen los ojos», que son escrito en una caja de juego de mesa.
Lauren Huff de Entertainment Weekly describió el video como «muy romántico». Para The Fader , Salvatore Maicki escribió que el video de «Lover» es cómo se imagina que se desarrolla una película de Lifetime dirigida por Swift. Escribiendo para  Teen Vogue , Mary Elizabeth Andriotis comparó el vídeo con el trabajo de Wes Anderson. Elogió la elección de Owens como la pareja amorosa de Swift en la cinta, escribiendo que es "un cambio refrescante y muy necesario para la típica selección de chicos blancos".

## Presentaciones en vivo
Swift realizó por primera vez «Lover» como parte de un popurrí junto a la canción «You Need to Calm Down»en los MTV Video Music Awards 2019, el 26 de agosto de 2019; ella tocó junto a una guitarra rosa, rodeada de luces azules y una luna flotando. El 2 de septiembre se presentó el tema en BBC Radio 1 Live Lounge. El 9 de septiembre, Swift interpretó la canción en un concierto único de City of Lover en París, Francia. El 5 de octubre, presentó una versión en piano en el programa Saturday Night Live.

## Créditos y personal
Créditos adapatos de Genius y Tidal.
- Taylor Swift – composición, producción, vocales
- Jack Antonoff – producción, ingeniería de grabación, piano, programación, personal de estudio.
- Laura Sisk – ingeniero de grabación, personal de estudio
- John Rooney – ingeniería de grabación, personal de estudio
- Serban Ghenea – mezclador, personal de estudio
- John Hanes – ingeniero de mezcla, personal de estudio

## Gráficos
| Listas (2019)                             | Mejor posición |
| ----------------------------------------- | -------------- |
| Alemania (Official German Charts)         | 61             |
| Australia (ARIA)                          | 3              |
| Austria (Ö3 Austria Top 40)               | 47             |
| Bélgica (Ultratop) Flanders               | 26             |
| Bélgica (Ultratop) Wallonia               | 6              |
| Canadá (Canadian Hot 100)                 | 7              |
| Canadá (CHR/Top 40)                       | 37             |
| Canadá (Hot AC)                           | 36             |
| Croacia (HRT)                             | 39             |
| Escocia (Official Charts Company)         | 12             |
| Eslovaquia (Singles Digitál Top 100)      | 18             |
| España (PROMUSICAE)                       | 87             |
| Estados Unidos (Billboard Hot 100)        | 10             |
| Estados Unidos (Adult Contemporary)       | 22             |
| Estados Unidos (Adult Top 40)             | 13             |
| Estados Unidos (Mainstream Top 40)        | 18             |
| Estados Unidos (Rolling Stone Top 100)    | 2              |
| Estonia (Eesti Tipp-40)                   | 16             |
| Grecia (International Digital Singles)    | 15             |
| Hungría (Stream Top 40)                   | 20             |
| Italia (FIMI)                             | 87             |
| Irlanda (IRMA)                            | 9              |
| Japón (Japan Hot 100)                     | 76             |
| Malasia (RIM)                             | 2              |
| México (México Inglés Airplay)            | 27             |
| Nueva Zelanda Hot Singles (RMNZ)          | 3              |
| Países Bajos (Single Top 100)             | 79             |
| Portugal (AFP)                            | 42             |
| Reino Unido (UK Singles Chart)            | 14             |
| República Checa (Singles Digitál Top 100) | 13             |
| Singapur (RIAS)                           | 2              |
| Suecia (Sverigetopplistan)                | 37             |
| Suiza (Schweizer Hitparade)               | 52             |

## Certificaciones
| País (organismo certificador) | Certificación | Unidades certificadas |
| ----------------------------- | ------------- | --------------------- |
| Australia (ARIA)              | Platino       | 70 000                |
| Nueva Zelanda (RIANZ)         | Oro           | 15 000                |

## Premios y nominaciones
| Año  | Premiación             | Categoría                 | Resultado | Ref.   |
| ---- | ---------------------- | ------------------------- | --------- | ------ |
| 2020 | Grammy Awards          | Canción del año           | Nominado  | [ 83 ] |
| 2020 | MTV Video Music Awards | Mejor video pop           | Nominado  | [ 84 ] |
| 2020 | MTV Video Music Awards | Mejor dirección artística | Nominado  | [ 84 ] |
| 2021 | BMI Pop Awards         | Reconocimiento especial   | Ganador   | [ 85 ] |

## Historial de lanzamiento
| País           | Fecha                    | Formato                      | Discográfica          | Ref    |
| -------------- | ------------------------ | ---------------------------- | --------------------- | ------ |
| Varios         | 16 de agosto de 2019     | Descarga digital y Streaming | Republic Records      | [ 20 ] |
| Reino Unido    | 17 de agosto de 2019     | Contemporary hit radio       | Virgin EMI Records    | [ 86 ] |
| Italia         | 6 de septiembre de 2019  | Contemporary hit radio       | Universal Music Group | [ 87 ] |
| Estados Unidos | 14 de septiembre de 2019 | Contemporary hit radio       | Republic Records      | [ 88 ] |